# Megalogomphus smithii
Megalogomphus smithii – gatunek ważki z rodziny gadziogłówkowatych (Gomphidae).